# كيم غطاس
كيم غطاس هي مراسلة وكاتبة لبنانية عملت لسنوات كثيرة مراسلة لقناة بي بي سي ورلد نيوز وإذاعة بي بي سي في وزارة الخارجية الأمريكية بواشنطن العاصمة. وتعمل الآن في مركز كارنيغي للشرق الأوسط في بيروت.

## النشأة والمسيرة المهنية
ولدت كيم غطاس لأب لبناني وأم هولندية ومن بين أخواتها أودري وإنغريد. في بداية حياتها المهنية عملت مع صحيفة ذي دايلي ستار ووكالة إنتر برس سيرفس (آي بي أس)، كذلك عملت في إطار الخدمات الصحافية لمراسلي مؤسسات أجنبية في لبنان، منها واشنطن بوست ولوس أنجلوس تايمز وبوسطن غلوب وغيرها.عملت كيم غطاس في المملكة العربية السعودية وسوريا ولبنان والعراق قبل سقوط نظام صدام حسين وبعده. عملت لعدة سنوات مراسلة لبي بي سي في وزارة الخارجية الأمريكية وتعمل الآن في مركز كارنيغي للشرق الأوسط في بيروت.

## أعمالها
- الوزيرة، 2013
- الموجة السوداء، 2020